# Roman Żurawski
Roman Żurawski (ukr. Роман Журавський, ros. Роман Журавский, Roman Żurawski; ur. 3 czerwca 1948 we Lwowie, zm. 19 lutego 2017 w Kijowie) – ukraiński piłkarz, grający na pozycji obrońcy, a wcześniej pomocnika.

## Kariera piłkarska

### Kariera klubowa
Wychowanek Szkoły Piłkarskiej we Lwowie. Odbywał służbę wojskową w SKA Kijów i SKA Lwów. Po wyjścia z wojska został piłkarzem Awtomobilista Żytomierz. W 1971 przeszedł do Dynama Kijów, gdzie zastępował kontuzjowanego Wadyma Sosnychina. Kiedy Sosnychin wrócił do gry, coraz mniej pojawiał się na boisku, dlatego w następnym roku powrócił do Lwowa, gdzie został piłkarzem Karpat Lwów. W maju 1973 powrócił do Awtomobilista. Karierę piłkarską ukończył w Spartaku Iwano-Frankowsk.

## Sukcesy i odznaczenia

### Sukcesy klubowe
- mistrz ZSRR: 1971

### Odznaczenia
- nagrodzony tytułem Mistrza Sportu ZSRR: 1971